# Marshall Rogers

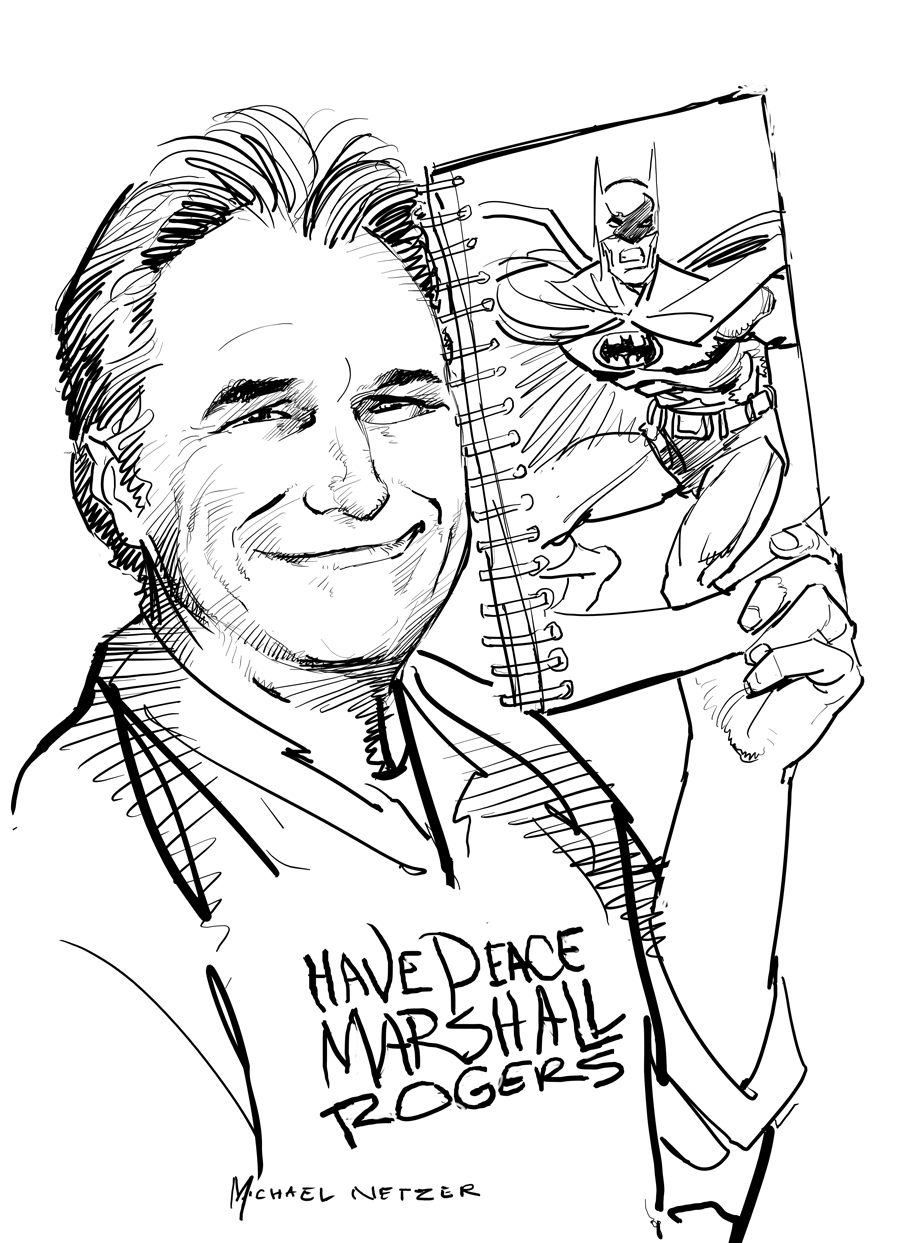
Marshall Rogers, gezeichnet von Michael Netzer

Marshall Rogers (* 22. Januar 1950; † 25. März 2007) war ein US-amerikanischer Comiczeichner.

## Leben und Arbeit
Rogers absolvierte zunächst eine Ausbildung zum Architekturzeichner, bevor er in den frühen 1970er Jahren begann, sich als hauptberuflicher Comiczeichner zu betätigen. Charakteristisch für Rogers Zeichenstil waren vor allem seine realistischen Darstellungen von Figuren und Hintergründen, die sich – bar jeder cartoonhaften Verzerrung und Übertreibung – darum bemühten, die dargestellten fiktiven Inhalte zumindest optisch der Wirklichkeit möglichst nahekommen zu lassen.
Erste Aufmerksamkeit wurde ihm dabei aufgrund seiner gemeinsamen Arbeit mit Chris Claremont an der Reihe Daughters of the Dragon zuteil, die in The Deadly Hands of Kung Fu, einem in Schwarz-Weiß gehaltenen Graphikmagazin, das überwiegend Geschichten über fernöstlichen Kampfsport und fernöstliche Philosophie präsentierte, veröffentlicht wurde.
Seinen künstlerischen Durchbruch erlebte Rogers mit der Batman-Storyline Strange Apparitions die 1977 in der Serie Detective Comics (#471–476) erschien. Seine Partner an diesem Projekt waren der Autor Steve Englehart und der Tuschezeichner Terry Austin. Seither wurden die Strange Apparitions, die unter Kritikern und Fans gleichermaßen als eine der definitiven Interpretationen des Batman-Stoffes gelten, wiederholt nachgedruckt, unter anderem als Sammelband und als Miniserie unter dem Titel Shadow of Batman. Rogers Beitrag zu Strange Apparitions ist dabei zum einen in der detailverliebten und atmosphärisch dichten, die künstlerischen Möglichkeiten von Licht und Schatten geschickt ausnutzenden, Gestaltung der Zeichnungen zu sehen, sowie in der optischen Generalüberholung einiger der verwendeten Figuren. So erneuerte Rogers die Layouts der Batman-Gegenspieler Hugo Strange, Clayface (Preston Payne) und Deadshot grundlegend. Insbesondere der zuletztgenannte erwies sich nach der Überarbeitung durch Rogers als derart populär, dass er als Hauptfigur in den Mittelpunkt eigener Publikationen gestellt werden konnte.
2005 knüpften Englehart und Rogers noch einmal an den Erfolg von Strange Apparitions an, als sie die sechsteilige Miniserie Batman: Dark Detective vorlegten, die einige alte Handlungsfäden noch einmal aufgriff und zu Ende führte.
Für Marvel Comics arbeitete Rogers unter anderem an den Serien Spider-Man, G.I. Joe und Silver Surfer.
Für den Verlag Eclipse Comics arbeitete er an Serien wie Coyote und Capt. Quick and the Foozle. Rogers starb 2007 an einem Herzinfarkt.

## Bibliografie

### Arbeiten für DC-Comics
- Batman Family: #11–13 (1977)
- Batman: Dark Detective: #1–6 (2005)
- Batman: Legends of the Dark Knight: #132–136 (2000)
- Detective Comics: #466–468, 471–479, 481 (1976–1979)
- Green Lantern: #187 (1985)
- Green Lantern: Evil's Might #1–3 (2002)
- House of Mystery: #254, 274, 277 (1977, 1979, 1980)
- Justice League Europe: #20–22 (1990–1991)
- Mister Miracle: (1. Serie) #19–22 (1977–1978)
- Mister Miracle: (3. Serie) #5–6 (1996)
- Mystery In Space: #111 (1980)
- Realworlds: Batman (2000)
- Secret Origins: #6 (1986)
- Superman: #400 (1984)
- Superman Family: #182, 194 (1977, 1979)
- The Shadow: #7 (1988)
- Unexpected: #191 (1979)
- Weird War Tales: #51–52 (1977)
- World's Finest Comics: #259 (1979)

### Arbeiten für Eclipse Comics
- Eclipse Magazine (Coyote) #1–8 (1981–1983),
- Eclipse Monthly (Cap'N Quick) #1–4 (1983–1984)
- Scorpio Rose #1–2 (1983)

### Arbeiten für Marvel Comics
- Excalibur #10–11 (1989)
- GI Joe #61, 75, 77, 79, 81, 82, 84, 86
- Silver Surfer #1–10, 12, 21 (1987–1989)
- Spider-Man #27–28 (1992)

| Personendaten    | Personendaten                   |
| ---------------- | ------------------------------- |
| NAME             | Rogers, Marshall                |
| KURZBESCHREIBUNG | US-amerikanischer Comiczeichner |
| GEBURTSDATUM     | 22. Januar 1950                 |
| STERBEDATUM      | 25. März 2007                   |